# Pholcus strandi
Pholcus strandi là một loài nhện trong họ Pholcidae. Loài này được phát hiện ở Ethiopia.